# سجل تحليل فعالية التكلفة
طُور سجل تحليل فعالية التكلفة بواسطة المركز الخاص بتقدير القيمة والمخاطر في مجال الصحة بمعهد البحوث السريرية ودراسات السياسة الصحية، مركز تافتس الطبي (Tufts Medical Center)، بوسطن، ماساتشوستس. ويحتوي هذا السجل على معلومات تفصيلية حول ما يزيد عن 2800 تحليل عن فوائد التكلفة جرى نشرها خلال عام 2010. ويهتم تحليل فعالية التكلفة المتعلق بالصحة بتقدير قيمة الموارد المستخدمة (التكاليف) والفوائد الصحية المتحققة (التأثيرات) نتيجة تدخل ما مقارنةً بإستراتيجية علاج بديل. ويركز السجل على مجموعة فرعية من تحاليل فعالية التكلفة، التي يطلق عليها تحاليل فائدة التكلفة (CUAs)، والتي تقيس مقدار الفوائد الصحية المتحققة من خلال الاعتماد على سنوات الحياة تحت تأثير الجودة (QALYs)، وهو عبارة عن مقياس يقوم بحساب التغيرات التي تطرأ على كل من طول العمر وجودة الحياة.

## معلومات عامة
يذكر الموقع الإلكتروني للمشروع أن أهداف هذا السجل تتمثل في مساعدة صناع القرار على تحديد أفضل الفرص الموجودة بالمجتمع، وذلك لاستهداف الموارد التي تسهم في تحسين الصحة، ومساعدة صناع القرار في اتخاذ قرارات توزيع موارد الرعاية الصحية، وكذا التحرك الميداني نحو استخدام منهجيات معيارية.
يحتوي سجل تحليل فعالية التكلفة على البيانات المتعلقة بالمواد المنشورة في الفترة من عام 1976 وحتى 2010، بما في ذلك المعلومات الخاصة بما يزيد عن 7000 نسبة تم احتسابها. ويسرد الموقع الإلكتروني للسجل 30 مستندًا أكاديميًا قائمًا على بيانات السجل. ولقد تم استخدامه أو الاستدلال به في التحاليل التي تجريها وكالة حماية البيئة وإدارة الغذاء والدواء ومعهد الطب و هيئة ميديكير لتقييم الدفع. علاوةً على ذلك، تم إدراج سجل تحليل فعالية التكلفة في الموقع الإلكتروني الخاص بالمكتبة الوطنية لعلم الطب باعتباره أحد موارد اقتصاديات الصحة.
تخضع المقالات المنشورة التي جرى تلخيصها في هذا السجل لبروتوكول مراجعة ذي طابع رسمي. وتتناول هذه المقالات مجموعة متنوعة من الأمراض والعلاجات، وجميعها تقيس الآثار الصحية من خلال الاعتماد على سنوات الحياة تحت تأثير الجودة، وهو عبارة عن مقياس معياري يفسر أسباب جودة الحياة (نسبة انتشار المرض) وطول العمر (الوفيات). وقد قام الفريق الخاص بسجل تحليل فوائد التكلفة بالبحث في قاعدة بيانات ميدلاين للعثور على المقالات الواردة بالإنجليزية مستخدمين الكلمات الرئيسية «سنوات الحياة تحت تأثير الجودة» و«المعدلة حسب الجودة» و«تحليل فوائد التكلفة». ويتم دراسة الفحوى الواردة من هذه المقالات لتحديد ما إذا كان المستند يحتوي على تقدير فائدة التكلفة الأصلية من عدمه. وقد استثنى الفريق مقالات المراجعة أو المقالات التحريرية أو المنهجية، فضلًا عن تحاليل فعالية التكلفة التي لم تستخدم مقياس سنوات الحياة من حيث الجودة، في تحديد الفوائد الصحية.
وبعدها يقوم الطبيب بإحالة كل مقال من المقالات التي تستوفي المعايير ليتم وضعها في قسم تصنيف الأمراض. ثم يعكف اثنان من القراء الخاضعين لتدريب في مجالي تحليل القرار وتحليل فعالية التكلفة باستعراض المقالات كل على حدة، ومن ثَم تسجيل المعلومات باستخدام مجموعة موحدة من النماذج والإرشادات. وبعدها يجتمع القارئان لإجراء مراجعة متوافقة بهدف تسوية أي تناقضات محتملة. وفي بعض الأحيان، قد يتم استدعاء قارئ ثالث للمساعدة في تسوية المواد المتنازع عليها.
ويتم تجميع البيانات الخاصة بأكثر من 40 متغيرًا لكل مقال.

## معلومات المقالات
تقارير السجل:
- نوع التدخل الذي يتم تقييمه
- البلد الذي يُجرى ممارسة التحليل عليه
- مصدر التمويل.

لاتباع مبدأ المنهجية، يوضح السجل المعلومات التالية
- ما إذا كان المقال يقوم باحتساب نسب فوائد التكلفة الإضافية.
- الأفق الزمني التحليلي والمنظور التحليلي (على سبيل المثال، الشخص الدافِع مقابل الحصول على الرعاية الصحية أو الاجتماعية)
- معدل الخصم، إذا تم استخدام أي نظام خصم
- العملة المستخدمة
- معرفة ما إذا كان التحليل يفسّر التكاليف الإضافية المرتبطة بزيادة طول العمر نتيجة الخضوع للعلاج.
- نوع تحليل الحساسية أو تحليل عدم التأكد المستخدم
- ما إذا كانت المادة المحددة تعمل بمثابة حد لتحديد نسب فعالية التكلفة الملائمة بشكل مقبول.
- تقييم ذاتي يتعلق بالجودة الشاملة للمادة في نطاق فترة زمنية تبدأ من 1 (منخفض) إلى 7 (مرتفع).

## معلومات حول النسبة
يصف السجل التدخل الصحي الذي يعتبر موضوع التحليل، والتدخل المقارَن الذي يُجرى مقارنة المواد به، وكذا السكان المؤهلين للخضوع للتدخل. وفي حال إتاحتها، يتم الإبلاغ عن التكاليف والفوائد الصحية (سنوات الحياة تحت تأثير الجودة) المرتبطة بالتدخلات المستهدفة والمقارنة. ويقوم السجل بعرض قيمة النسبة الواردة في المقال الأصلي، فضلًا عن القيمة المحسوبة مباشرةً من المعلومات الخاصة بالتكلفة والفائدة الصحية المضمنة في المقال. كذلك، يقوم السجل بتضمين النسبة الرباعية.
|            | أقل فعالية | أكثر فعالية |
| أكثر تكلفة | 1          | 2           |
| أقل تكلفة  | 3          | 4           |
| ---------- | ---------- | ----------- |

## المعلومات الخاصة بحجم الفائدة
يتضمن السجل المعلومات الخاصة بالحالة الصحية، وقيمة حجم الفائدة، ومجموعة القيم المقبولة. وعند استخدامه، يقوم السجل بعرض مصادر المواد المطبوعة الثانوية التي يتم الاعتماد عليها لمعرفة قيم حجم الفائدة. وفي الحالات التي يقوم فيها المؤلفون بوضع قيم حجم الفائدة الخاصة بهم، يقدم السجل وصفًا للأسلوب المستخدم في ذلك.